# سیسیل هوارد
سیسیل هوارد (به انگلیسی: Cecil Howard) کارگردان سابق فیلم‌های پورنوگرافی اهل ایالات متحده آمریکا است.
نام‌های مستعار وی عبارتند از: Howard Winters، Ward Summers و Umberto Corleone.

## جایزه‌ها
- ۱۹۸۴ جایزه ای‌وی‌ان بهترین کارگردانی برای فیلم Scoundrels
- ۱۹۸۷ جایزه ای‌وی‌ان بهترین کارگردانی برای فیلم Star Angel
- تالار مشاهیر ایکس‌آرسی‌او